# 李方桂
李方桂（1902年8月20日—1987年8月21日），祖父原籍山西昔阳县，廣州人，中華民國语言学家，中央研究院院士，研究跨越美洲原住民語言、中古藏語、侗台語、上古漢語，其中以侗台語心力最多，1935－1942年親自田野調查20種以上侗台語，是侗台語研究開山第一人。丁邦新評價「中國人在世界語言學界居於領導地位的有趙元任、李方桂兩先生」。
1920年代留學美國時以研究美洲原住民語言德内语支起家。1940－1950年代出版多本侗台語著作。1955年復原了唐蕃会盟碑上的中古藏語殘字。

## 生平
他於1902年8月20日生於廣州。1921年，考入清华学校高等科医学预科，1924年，畢業後赴美密西根大學醫學預科，其間讀拉丁語和德語，大三插班轉系至語言學系。其後考入芝加哥大學語言學研究所，師從人類語言學家萨丕尔和結構語言學開山祖師伦纳德·布龙菲尔德，实地调查美洲原住民語言。1927年，獲芝加哥大学碩士學位。1928年，获博士学位，论文题目为《馬投爾語：德内语支的一種》（Mattole: An Athabaskan Language）。其後1930-60年代改為研究德内语支的的另一語言Chipewyan語。
1929年，回国后任中央研究院历史语言研究所研究员。从此以后，他从事田野调查，描写壯侗語族的许多语言（壮族的龙州话和武鸣话），並定名為台語:序，同时也对上古汉语和古藏文进行了深入的研究。学生有柯蔚南和康达维等。
1948年，李方桂当选为中央研究院第一屆院士。1949年以后曾任美国夏威夷大学和西雅图华盛顿大学语言学教授，20世纪50年代初曾当选美国语言学会副主席。1973年回中央研究院工作。
在1977年发表了《比较台语手册》(A Handbook of Comparative Tai)，是他40多年的研究成果的结晶。1987年8月21日，在加州去世。

## 家族
- 祖父李希蓮，咸豐十年（1860年）恩科進士，官至陝西布政使。
- 父李光宇，光緒六年（1880年）庚辰科進士[4]。
- 外祖父何乃瑩，光緒六年（1880年）庚辰科二甲第七十六名進士。
- 妻子徐樱是北洋政府将军徐树铮的女兒，生於日本。[5]（徐树铮屬皖系，1916年官至段祺瑞改組內閣的陆军次长兼国务院秘书长，1919年任西北筹边使兼西北边防军总司令，出兵外蒙逼使撤消自治）
- 長女 音樂人類學家李林德

## 著作
- Li Fang-Kuei (1933). "Certain Phonetic Influences of the Tibetan Prefixes upon the Root Initials". Bulletin of the Institute of History and Philology 6.2: 135–157.
- --------- (1940), 《龍州土語》，商務印書館。
- --------- (1956a). "The Inscriptions of the Sino-Tibetan Treaty of 821–822". T'oung p'ao 44: 1–99.
- --------- (1971), 《上古音研究》 The Tsing Hua Journal of Chinese Studies IX(1,2): 1–61, translated by Gilbert L. Mattos (1974–1975) as "Studies on Archaic Chinese", Monumenta Serica 31: 219–287.
- --------- (1972), "Language and Dialects in China". Free China Review XXII, No. 5.
- ———. 由Mattos, Gilbert L.翻译. . Monumenta Serica. 1974–1975, 31: 219–287.
- ———. . Manoa: University Press of Hawaii. 1977. ISBN 978-0-8248-0540-1.
- --------- (1979) "The Chinese Transcription of Tibetan Consonant Clusters". Bulletin of the Institute of History and Philology Academia Sinica 50: 231–240.
- --------- and W. South Coblin (1987).  A study of the old Tibetan inscriptions. (Special publications 91.) Taipei: Academia Sinica.
- --------- (1988). Linguistics East and West: American Indian, Sino-Tibetan, and Thai.  With an Introduction by George Taylor.  Interviews conducted by Ning-Ping Chan and Randy LaPolla. Berkeley: The Regents of the University of California.

## 腳註
1. 1 2 3 4  丁邦新. . 丁邦新、余靄芹  (编).  (PDF). 2000年9月. （原始内容 (PDF)存档于2010-06-20）. 本論文集收錄1998年8月17至19日由美國華盛頓大學舉辦之「紀念李方桂先生國際研討會」會後審查通過之論文.
2. ↑  马亮宽、马晓雪、刘春强. . 社會科學文獻出版社. 2021-12-01. ISBN 9787520195669.
3. ↑  李方桂. . 上海市: 商務印書館. 1940-09.
4. ↑   . 维基文库. 光绪六年。庚辰。五月。……潘作霖、冯锡仁、彭履德、李德炳、王咏霓、纪夔、谢树熿、郭翊、张叔煐、张嘉澍、宗室溥㟋、林承泽、戴辅衟、张正堉、谢启华、汪文炳、朱炳熊、涂国盛、葛咏裳、陈其宽、文焕、李作桢、钱锡晋、陈宗妫、熊尔梅、崔汝立、裔步鸾、张焯奎、金文同、姚延祺、曾炳麟、鹿学良、黄英采、徐鉴铭、夏庚复、熊润南、宋淑信、蔡揆忠、董翊清、宋秉谦、廖骧、夏震川、陈庆桂、宋荫培、唐骅路、杜炳珩、李沛深、吴国霖、李光宇、陈文锐、谢文翘、孙橘堂、张士彬、杨滨、冯桂芳、陈秉崧、仇汝显、王邦鼎、傅嘉年、王者馨、俞廷熙、乔保安、聂济时、洪勋、叶题雁、俞炳辉、任塍、朱方辉、王熙鋆、廖国琛、万立钧、贺颀、何汝翰、郑贞本、黄轩龄、王毓芝、沈曾植、范广衡、查毓琛、范金镛、齐普松武、程维孝、郑杲、程禄、俱著分部学习。
5. ↑  王凯. . 海南日報. 2013-04-15. （原始内容存档于2020-05-30）.

## 外部連結
- Obituary （页面存档备份，存于） by Ron and Suzanne Scollon, American Anthropologist, 1989, available through JSTOR
- Li Fang-Kuei (1902–1989), by R.J. LaPolla, in Encyclopedia of Language and Linguistics, 2nd Edition, Keith Brown (ed.), London: Elsevier, 2005, pp. 514–515. ISBN 978-0-08-044299-0.
- Fanggui Li Collection, at American Philosophical Society
- "Professor Li Fang-kuei: a Personal Memoir" （页面存档备份，存于） by Anne Yue-Hashimoto
- Li Fang-Kuei Symposium （页面存档备份，存于）
- An interview with Li Fang-kuei